# Penico

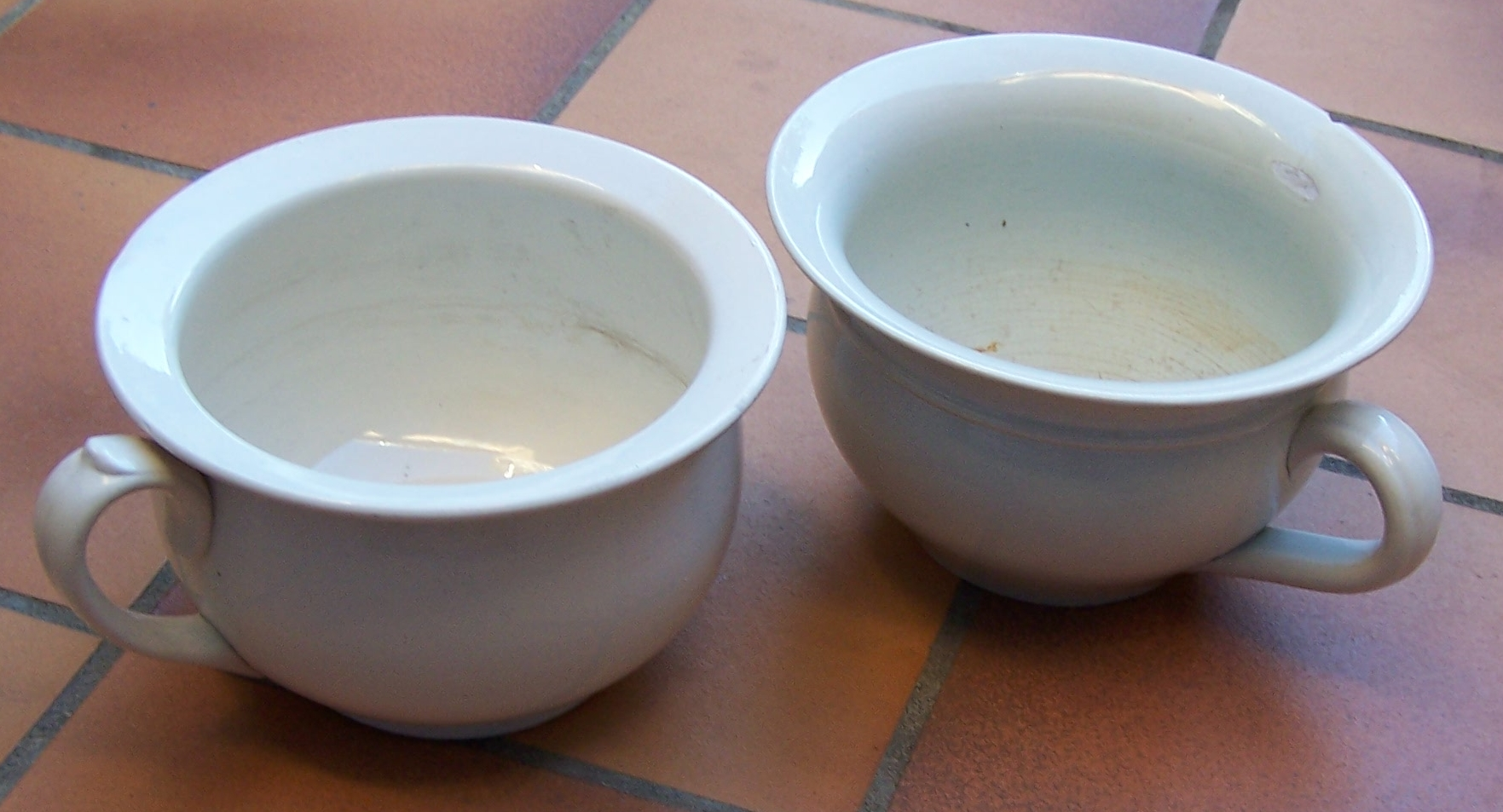
Penicos.

Um penico consiste de um recipiente com formato arredondado e fundo chato, mantido no quarto sob a cama e usado como vaso sanitário à noite (mas quase que exclusivamente para urinar). Os penicos podem ser confeccionados de ferro, bronze, cerâmica, louça, ágata e, mais modernamente, plástico. Quase todos possuem uma alça (ou pegador).

## Penicos históricos
Um tipo peculiar de penico, o Bourdaloue, foi elaborado especificamente para o uso das damas. O formato retangular ou oval alongado do vaso, às vezes com a parte dianteira alta, possibilitava que a mulher urinasse de pé ou agachada sem grande risco de errar o alvo, o que também ajudava na redução da quantidade de roupa para lavar.
O nome "Bourdaloue" supostamente vem de um famoso padre católico francês, Louis Bourdaloue (1632—1704), que fazia sermões tão longos que as damas da aristocracia que o ouviam colocavam tais vasos discretamente sob suas roupas para que pudessem urinar sem ter de sair do lugar. Todavia, isto muito provavelmente é só uma lenda.
Os penicos permaneceram em uso rotineiro (particularmente nas áreas rurais) até meados do século XX, quando o uso crescente de banheiros com privadas gradualmente os substituiu. Em alguns países, como a China (que possui uma grande população rural), eles ainda são encontrados com facilidade mesmo nos dias de hoje.

## Uso moderno
Na maior parte do mundo, penicos são utilizados hoje em dia quase que exclusivamente para ensinar crianças pequenas a urinar e defecar, visto que elas têm dificuldade em utilizar o vaso sanitário, projetado para uso de adultos. Estes penicos são geralmente fabricados em plástico e possuem cores vistosas. No Brasil usam-se ainda dois tipos de penicos em ambiente hospitalar para os pacientes que não podem se levantar do leito: um deles é usado por homens e denomina-se "papagaio" e o outro é utilizado pelas mulheres e é conhecido por "comadre".